# Oribatula thalassophila
Oribatula thalassophila är en kvalsterart som beskrevs av Grandjean 1935. Oribatula thalassophila ingår i släktet Oribatula och familjen Oribatulidae. Inga underarter finns listade i Catalogue of Life.